# فيليسيانو لوبيز

## روابط إضافية
- فيليسيانو لوبيز على موقع رابطة محترفي التنس (الإنجليزية)
- فيليسيانو لوبيز على موقع الاتحاد الدولي لكرة المضرب (الإنجليزية)
- فيليسيانو لوبيز على موقع كأس ديفيز (الإنجليزية)
- فيليسيانو لوبيز على موقع خلاصة التنس.كوم (الإنجليزية)
- فيليسيانو لوبيز على موقع إي إس بي إن.كوم (الإنجليزية)
- فيليسيانو لوبيز على موقع اللجنة الأولمبية الدولية (الإنجليزية)
- فيليسيانو لوبيز على موقع أوليمبيديا (الإنجليزية)
- فيليسيانو لوبيز على موقع AS.com (الإسبانية)
- Lopez Recent Match Results
- Lopez World Ranking History

## روابط خارجية
- فيليسيانو لوبيز على موقع IMDb (الإنجليزية)